# اتفاقية المواد الكيميائية
اتفاقية المواد الكيميائية، 1990 هي اتفاقية منظمة العمل الدولية.

## المضمون
عقدت الاتفاقية في الدورة السابعة والسبعين لاتفاقية العمل الدولية في جنيف في 6 يونيو 1990. تنص الاتفاقية على أهمية حماية البيئة والجمهور العام وجميع العاملين من المواد الكيميائية. وتلاحظ أهمية اتفاقية مزايا إصابات العمل، 1964، واتفاقية البنزين والتوصية، 1971، واتفاقية وتوصية السرطان المهني لعام 1974، واتفاقية بيئة العمل (تلوث الهواء والضوضاء والاهتزازات)، 1977، وقائمة الأمراض المهنية المعدلة في 1980، اتفاقية وتوصية السلامة والصحة المهنيتين، 1981، اتفاقية وتوصية خدمات الصحة المهنية، 1985 واتفاقية وتوصية الأسبستوس لعام 1986. يجب إبلاغ العمال بالمواد الكيميائية المستخدمة وتقليل احتمالية الإصابة بالأمراض والإصابات في العمل.

## النطاق والتعاريف
تتناول المادتان الأوليان تعريفات المصطلحات المختلفة التي ستستخدم في هذه الاتفاقية ومجالات التطبيق أو مجالات التطبيق.

### المادة 1
تنطبق هذه الاتفاقية على جميع فروع الاقتصاد التي تستخدم فيها المواد الكيميائية. بعد تقييم المخاطر المتضمنة والإجراءات الوقائية التي يتعين تطبيقها، قد تعفى المنظمة من سلطة العضو المختص في حال واجهت مشاكل خاصة، وتوفر الحماية الكافية، أو عند اتخاذ احتياطات لحماية المعلومات السرية دون المساس بسلامة العمال. لا تنطبق هذه الاتفاقية على المواد التي لا تعرض العمال للمواد الكيميائية الخطرة. لا تنطبق على الكائنات الحية، ولكنها تنطبق على المواد الكيميائية المشتقة من الكائنات الحية.

### المادة 2
يُعرف مصطلح المواد الكيميائية على أنها عناصر طبيعية أو اصطناعية ومركبة لهذه الاتفاقية.
يعني مصطلح مادة كيميائية خطرة أي مادة كيميائية مصنفة على أنها خطرة بموجب المادة 6 أو توجد معلومات عنها تشير إلى أنها خطرة.
يشير مصطلح المواد الكيميائية في العمل إلى أي نشاط قد يعرض العمال لمادة كيميائية أثناء إنتاج المواد الكيميائية ومناولتها وتخزينها ونقلها. علاوة على ذلك، يشمل المصطلح معالجة النفايات الكيميائية، وإطلاق النتائج الكيميائية وصيانة وإصلاح وتنظيف المعدات والحاويات للمواد الكيميائية. تعني فروع النشاط الاقتصادي جميع الفروع بما في ذلك الخدمات العامة.
المصطلح "المادة" يعني جسمًا له شكل محدد أو نمط عندما يتم تصنيعه أو يكون في شكل طبيعي، واستخدامه يعتمد كليًا أو جزئيًا على شكله أو نمطه.
ويُعرف ممثلو العمال بأنهم الأشخاص المعترف بهم بموجب القانون الوطني أو الممارسة الوطنية وفقًا للاتفاقية ممثلي العمال لعام 1971.

## الأحكام العامة

### المادة 3
يجب استشارة المنظمات الأكثر تمثيلا لأصحاب العمل والموظفين المعنيين بشأن تدابير التنفيذ.

### المادة 4
يجب على كل عضو صياغة وتنفيذ ومراجعة دورية لسياسة محكمة للسلامة في استخدام المواد الكيميائية في مكان العمل.

### المادة 5
يُسمح للسلطة المختصة بحظر استخدام مواد كيميائية خطرة بعينها لأسباب تتعلق بالسلامة أو بطلب موافقة مسبقة على استخدامها.

## التصنيف والتدابير ذات الصلة
تتناول المواد من السادسة إلى التاسعة تصنيف جميع المواد الكيميائية والإمداد واحتياطات السلامة وتوصيات الأمم المتحدة. تُسجل التدابير على أوراق بيانات السلامة المعدلة.

### المادة 6
تضع السلطة المختصة أو هيئة معتمدة أو معترف بها من قبل السلطة المختصة أنظمة لتصنيف جميع المواد الكيميائية.
يمكن تحديد الخصائص الخطرة للمخاليط على أساس خطورة المكونات الفردية. يمكن أن تؤخذ توصية الأمم المتحدة في الاعتبار عند نقل البضائع الخطرة.
يجري تدريجياً توسيع أنظمة التصنيف وتطبيقها.

### المادة 7
يجب وضع بطاقات على جميع المواد الكيميائية. يجب تمييز المواد الكيميائية الخطرة بشكل خاص. يجب وضع هذه العلامات من قبل السلطة المختصة نفسها أو يجب أن تسمح السلطة المختصة بوضع العلامات. عند نقل البضائع الخطرة، يجب مراعاة توصيات الأمم المتحدة.

### المادة 8
يُزود أصحاب العمل بصحائف بيانات تحتوي على معلومات عن المخاطر والموردين واحتياطات السلامة وإجراءات الطوارئ للمواد الكيميائية الخطرة.
تخضع أوراق البيانات للمعايير التي تحددها السلطة المختصة أو الهيئات المعترف بها بموجب المعايير.
يجب أن يتطابق الاسم المستخدم في أوراق البيانات مع الاسم الموجود على الملصق.

### المادة 9
يجب على جميع موردي المواد الكيميائية التأكد من تصنيف المواد الكيميائية وفقًا للمادة 6، مع تصنيفها وفقًا للمادة 7، وتقديم أوراق بيانات السلامة وفقًا للمادة 8.
مع توفر معلومات جديدة عن الصحة والسلامة الخاصة بالمواد الكيميائية، يجب على مورد المواد الكيميائية الخطرة ضمان تسليم الملصقات الجديدة وصحائف بيانات السلامة وفقًا للتشريعات الوطنية. يجب على موردي المواد الكيميائية التي لم تُصنف بعد بموجب المادة 6 أن يطلبوا المعلومات المتاحة عن المادة الكيميائية لتقييم ما إذا كانت خطرة.

## مسؤوليات أصحاب العمل
تتناول المواد من 10 إلى 16 واجب أصحاب العمل في إبلاغ العمال بالمخاطر المحتملة المرتبطة باستخدام المواد الكيميائية في مكان العمل. يجب على أرباب العمل والموظفين العمل معًا لضمان السلامة.

### المادة 10
يجب على أصحاب العمل التأكد من أن جميع المواد الكيميائية موسومة وفقًا للمادة 7 وأن صحائف البيانات الكيميائية متاحة للعمال وممثليهم وفقًا للمادة 8.
صنف وفقًا للمادة 7 أو لم توفَر أوراق بيانات السلامة الخاصة بها وفقًا للمادة 8، فيجب عليهم الحصول على معلومات من المورد أو من مصادر أخرى متاحة بشكل معقول. حتى ذلك الحين، لا ينبغي استخدام المواد الكيميائية.
يجب على صاحب العمل التأكد من أن المواد الكيميائية المستخدمة قد تصنف وفقًا للمادة 6، المحددة وفقًا للمادة 9، والموسومة وفقًا للمادة 7، وأنه تتخذ جميع الاحتياطات اللازمة.
يجب على أصحاب العمل الاحتفاظ بسجل لجميع المواد الكيميائية الخطرة المستخدمة في مكان العمل، مع إشارات مرجعية إلى صحائف بيانات السلامة الكيميائية الخاصة بهم، وإتاحتها لجميع العمال.

### المادة 11
يجب على صاحب العمل تزويد العمال بمعلومات كافية حول احتياطات السلامة وهوية المواد الكيميائية عند نقل المادة الكيميائية.

### المادة 12
يجب على أصحاب العمل التأكد من عدم تعرض العمال للمواد الكيميائية الخطرة لفترة أطول مما هو مسموح به، ويجب عليهم تقييم تعرض العمال للمواد الكيميائية الخطرة، ويجب عليهم مراقبة وتسجيل العمل باستخدام المواد الكيميائية الخطرة لحماية السلامة والصحة، ويجب أن يضمن الاحتفاظ بالسجلات بشكل صحيح.

### المادة 13
يجب على صاحب العمل إجراء تقييم للمخاطر الناتجة عن استخدام المواد الكيميائية في العمل وحماية العمال من خلال اتخاذ التدابير المناسبة.
يجب على أرباب العمل الحد من تعرض الموظفين للمواد الكيميائية لحماية الصحة والسلامة، وتقديم الإسعافات الأولية واتخاذ تدابير لحالات الطوارئ.

### المادة 14
يجب التخلص من المواد الكيميائية الخطرة والحاويات المفرغة المحتوية على بقايا مواد كيميائية خطرة بطريقة تقلل من المخاطر على السلامة والصحة والبيئة.

### مادة 15
يجب على أصحاب العمل إبلاغ العمال بالمخاطر التي يواجهونها في أماكن عملهم وبملصقات المواد الكيميائية وصحائف بيانات السلامة.
يجب عليهم استخدام أوراق بيانات السلامة كأساس لتعليمات العمل وتوفير التدريب المستمر للعمال على استخدام المواد الكيميائية.

### مادة 16
يجب على أصحاب العمل والموظفين العمل معًا فيما يتعلق بالسلامة في استخدام المواد الكيميائية في مكان العمل.

## واجبات العمال
تتناول المادة 17 التعاون بين أصحاب العمل والموظفين لتقليل المخاطر في العمل.

### المادة 17
يجب على العمال العمل بشكل وثيق مع أصحاب العمل واتباع جميع الإجراءات في استخدام المواد الكيميائية في العمل لضمان السلامة.
يجب على العمال اتخاذ جميع الخطوات المعقولة لتقليل المخاطر المرتبطة بمناولة المواد الكيميائية.

## حقوق العمال وممثليهم
تمنح المادة 18 للموظفين الحق في تجنب المخاطر الوشيكة لأسباب صحية دون عواقب غير معقولة.

### مادة 18
للموظفين الحق في إبعاد أنفسهم عن مخاطر العمل بالمواد الكيميائية إذا كان هناك خطر مباشر على صحتهم أو سلامتهم.
يجب حماية الموظفين الذين يخلصون أنفسهم من الخطر وفقًا لأحكام هذه المادة من العواقب غير المعقولة.
للعمال المتأثرين الحق في الحصول على معلومات حول الخصائص والهوية والعلامات وصحائف بيانات السلامة للمواد الكيميائية المستخدمة.
إذا كان الكشف عن هوية مادة كيميائية لأحد المنافسين قد يضر بأعمال صاحب العمل، فيجوز لصاحب العمل، عند تقديم المعلومات المطلوبة بموجب هذه المادة، حماية الهوية وفقًا للمادة رقم 1.

## مسؤولية الدول المصدرة
تتناول المواد من 19 إلى 27 مسؤوليات الدول المصدرة للمواد الكيميائية الخطرة ومسؤوليات الرقابة. كما أنها تتناول صلاحية هذه الاتفاقية ونطاق التطبيق.

### مادة 19
عندما تحظر دولة عضو مصدرة استخدام مواد كيميائية خطرة معينة أو كلها لأسباب تتعلق بالسلامة والصحة في العمل، يجب إبلاغ حقيقة ذلك وأسبابه إلى جميع البلدان المستوردة.

### مادة 20
يجب إرسال التصديقات على هذه الاتفاقية إلى المدير العام لمكتب العمل الدولي لتسجيلها.

### مادة 21
هذه الاتفاقية ملزمة فقط للأعضاء الذين سُجل تصديقهم لدى المدير العام.
يدخل حيز التنفيذ بعد اثني عشر شهرًا من التاريخ الذي سُجل التصديقات لدى المدير العام للعضوين الأولين.
تدخل الاتفاقية بعد ذلك حيز التنفيذ بالنسبة لكل عضو إضافي بعد اثني عشر شهرًا من تاريخ التصديق عليها.

### مادة 22
يجوز للعضو المصدق عليه أن ينقض بعد مرور عشر سنوات على دخول الاتفاقية حيز التنفيذ بموجب قانون يوجه إلى المدير العام. يسري مفعول الانسحاب بعد عام واحد من تاريخ التسجيل.
يجوز للعضو المصدق عليه أن ينقض بعد مرور عشر سنوات على دخول الاتفاقية حيز التنفيذ بموجب قانون يوجه إلى المدير العام. يسري مفعول الانسحاب بعد عام واحد من تاريخ التسجيل.
لا يجوز لأي عضو مصدق عليه ولا يمارس حق النقض خلال فترة العشر سنوات المذكورة أن يتنكر إلا بعد انقضاء عشر سنوات أخرى في ظل الشروط المذكورة.

### مادة 23
يحيط المدير العام علما بجميع تصديقات ووثائق الانسحاب من قبل جميع الأعضاء المبلغين.
عند إخطار الأعضاء بالتصديق الثاني، يشير المدير العام إلى التاريخ الذي تدخل فيه الاتفاقية حيز التنفيذ.

### مادة 24
يحيل المدير العام لمنظمة العمل الدولية إلى الأمين العام للأمم المتحدة للتسجيل بموجب المادة 102 من ميثاق الأمم المتحدة تفاصيل جميع التصديقات ووثائق الانسحاب.

### مادة 25
يقدم مجلس إدارة منظمة العمل الدولية، في الأوقات التي يقررها، تقريراً عن تنفيذ هذه الاتفاقية وينظر في الحاجة إلى مراجعتها.

### مادة 26
إذا اعتمد المؤتمر اتفاقية جديدة تراجع هذه الاتفاقية، فإن التصديق على الاتفاقية الجديدة، دون المساس بالمادة 22، يؤدي إلى الانسحاب الفوري لهذه الاتفاقية.
في تاريخ دخول الاتفاقية الجديدة حيز التنفيذ، يتوقف نفاذ هذه الاتفاقية.
على أي حال، تظل هذه الاتفاقية نافذة في شكلها الحالي بالنسبة للدول الأعضاء التي صدقتها ولم تصدق على اتفاقية المراجعة.

### مادة 27
النصان الانكليزي والفرنسي لهذه الاتفاقية متساويان في الحجية.

## تصديقات
صدقت الاتفاقية من قبل 23 دولة اعتبارًا من يناير 2023.

## روابط خارجية
- نص.
- تصديقات.